# ريكاردو مانيرو
ريكاردو مانيرو (بالإيطالية: Riccardo Maniero)‏ (26 نوفمبر 1987 بنابولي في إيطاليا - ) هو لاعب كرة قدم إيطالي في مركز الهجوم. شارك مع منتخب إيطاليا تحت 18 سنة لكرة القدم ومنتخب إيطاليا تحت 19 سنة لكرة القدم ومنتخب إيطاليا تحت 20 سنة لكرة القدم. أما مع النوادي، فقد لعب مع نادي أسكولي ونادي باري ونادي بيسكارا ونادي ترنانا ونادي كاتانيا ويوفنتوس ونادي لوميتساني ونادي أريتسو.

## وصلات خارجية
- ريكاردو مانيرو على موقع قاعدة بيانات كرة القدم.إي يو (الإنجليزية)
- ريكاردو مانيرو على موقع عالم كرة القدم.نت (الإنجليزية)